# Scott Perunovich
Scott Douglas Perunovich (* 18. srpna 1998) je profesionální americký hokejový obránce momentálně hrající v týmu New York Islanders v severoamerické lize NHL.

## Hráčská kariéra
V roce 2018 byl ve vstupním draftu NHL vybrán ve 2. kole klubem St. Louis Blues z 45. místa. Po působeních v univerzitních ligách podepsal se St. Louis na konci března 2020 vstupní dvouletou nováčkovskou smlouvu. Celou následující sezónu 2020/21 se zotavoval ze zranění a následné operace ramene. Před začátkem sezóny 2021/22 byl poslán do farmářského klubu Springfield Thunderbirds.
V NHL debutoval 16. listopadu 2021 v utkání proti Arizona Coyotes. O dva dny později si v zápase proti San Jose Sharks připsal první bod za asistenci.
V červnu 2023 podepsal s Blues roční prodlužující smlouvu. V lednu 2025 byl vyměněn do klubu New York Islanders.

## Statistiky

### Klubové statistiky
| Sezóna      | Klub                           | Soutěž      |     | Základní část | Základní část | Základní část | Základní část | Základní část |   | Play off | Play off | Play off | Play off | Play off |
| Sezóna      | Klub                           | Soutěž      | Z   | G             | A             | B             | TM            | Z             | G | A        | B        | TM       |          |          |
| 2016–17     | Cedar Rapids RoughRiders       | USHL        | 56  | 6             | 15            | 21            | 14            | —             | — | —        | —        | —        |          |          |
| 2017–18     | University of Minnesota–Duluth | NCHC        | 42  | 11            | 25            | 36            | 36            | —             | — | —        | —        | —        |          |          |
| 2018–19     | University of Minnesota–Duluth | NCHC        | 39  | 3             | 26            | 29            | 32            | —             | — | —        | —        | —        |          |          |
| 2019–20     | University of Minnesota–Duluth | NCHC        | 34  | 6             | 34            | 40            | 64            | —             | — | —        | —        | —        |          |          |
| 2021–22     | St. Louis Blues                | NHL         | 19  | 0             | 6             | 6             | 8             | 7             | 0 | 4        | 4        | 0        |          |          |
| 2021–22     | Springfield Thunderbirds       | AHL         | 17  | 3             | 19            | 22            | 8             | —             | — | —        | —        | —        |          |          |
| 2022–23     | Springfield Thunderbirds       | AHL         | 22  | 2             | 18            | 20            | 12            | 2             | 0 | 0        | 0        | 0        |          |          |
| 2023–24     | St. Louis Blues                | NHL         | 54  | 0             | 17            | 17            | 12            | —             | — | —        | —        | —        |          |          |
| 2024–25     | St. Louis Blues                | NHL         | 24  | 2             | 4             | 6             | 6             | —             | — | —        | —        | —        |          |          |
| 2024–25     | New York Islanders             | NHL         | 11  | 0             | 3             | 3             | 4             | —             | — | —        | —        | —        |          |          |
| NHL celkově | NHL celkově                    | NHL celkově | 108 | 2             | 30            | 32            | 30            | 7             | 0 | 4        | 4        | 0        |          |          |

### Reprezentační statistiky
| Rok                            | Tým                            | Soutěž                         | Z  | G | A | B | TM |
| ------------------------------ | ------------------------------ | ------------------------------ | -- | - | - | - | -- |
| 2015                           | USA 18                         | HGC                            | 4  | 0 | 0 | 0 | 2  |
| 2018                           | USA 20                         | MSJ                            | 7  | 1 | 2 | 3 | 2  |
| 2023                           | USA                            | MS                             | 10 | 1 | 7 | 8 | 0  |
| Juniorská reprezentace celkově | Juniorská reprezentace celkově | Juniorská reprezentace celkově | 11 | 1 | 2 | 3 | 4  |
| Seniorská reprezentace celkově | Seniorská reprezentace celkově | Seniorská reprezentace celkově | 10 | 1 | 7 | 8 | 0  |